# 网络服务提供点
网络服务提供点又称入网点（POP，Point of Presence），是不同网络或通信设备相互建立连接的接入点。POP必需有一个唯一的IP地址。互联网服务提供商（ISP）或 線上內容提供者（ICP）在互联网上至少有一个入网点，而其入网点数量常被用来衡量规模和增长速度。
入网点可能安装在电信运营商（如Sprint）所有的租用空间中，互联网服务提供商可以租借这些空间来提供服务。入网点通常包括路由器、数字模拟电话集合器、服务器和帧中继或ATM交换机。